# 邦·阿德里安·让诺·德·蒙塞
邦-阿德里安·让诺·德·蒙塞（法語：Bon-Adrien Jeannot de Moncey，1754年7月31日—1842年4月20日），科内利亞诺公爵，法国元帅，是一位法国大革命和拿破仑战争中的著名将领。

## 早年與法國大革命戰爭

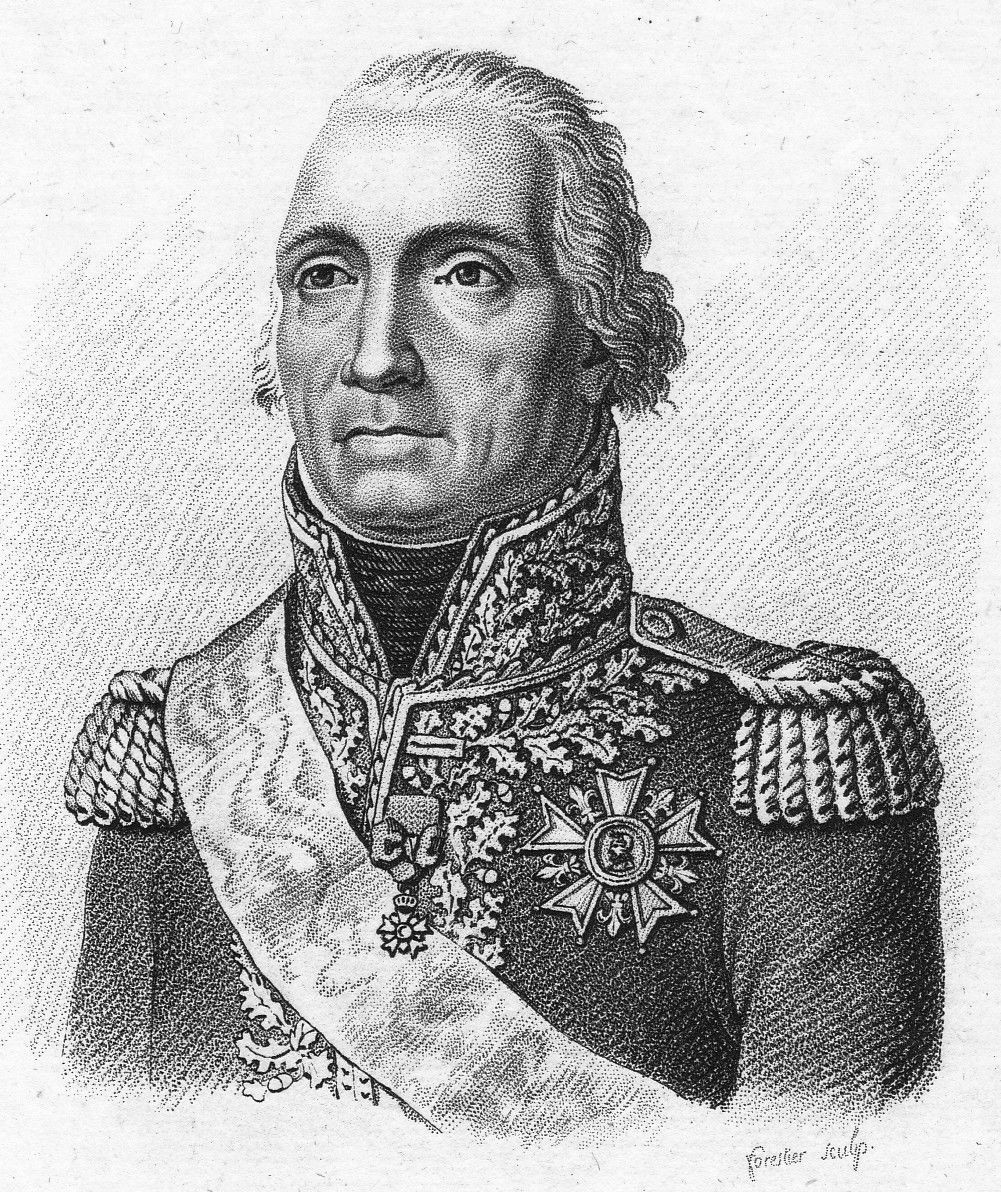
邦·阿德里安·让诺·德·蒙塞

蒙塞出生於1754年贝桑松一個律师家庭。他以15歲之齡離家出走加入军队，然而服役近20年卻僅晉升到上尉，直到大革命爆發，當時法國軍官多為貴族，若沒有積極擁護革命將有反革命嫌疑，以至於大量法國軍官出走海外或辭職，軍中頓時有大量空缺，蒙塞作為一位中產階級出身且沒有明顯政治立場的軍官，得以獲得拔擢。
1794年蒙塞率領庇里牛斯山軍團擊敗入侵的西班牙軍，然而蒙塞於1797年因同情保皇黨而被解職，但不久因支持拿破崙發動的霧月政變而復職，並晋升为莱因军团的军长。马伦哥战役后，该军调海峡监视英軍動向。

## 拿破崙戰爭
雖然軍事功績有限，拿破仑仍於1804年5月19日晋封他为帝國元帅。之後蒙塞出任憲兵隊監察長，主要擔任訓練部隊的職務，鮮少在前線指揮。鑑於蒙塞曾擊敗過西班牙軍，半島戰爭期間，蒙塞於1808年初出任西班牙军团第三军军长，主要負責西班牙南部的軍事行動，並取得一定成果，3月被封为孔内利阿诺公爵。1809年他的職務被朱諾給取代，後返回法國。1814年第六次反法同盟期間，蒙塞率領巴黎國民自衛軍守衛首都。

## 波旁復辟與晚年
1814年他支持路易十八并被任命为法国的贵族，他在拿破仑回归期间保留了中立。蒙塞受命負責審理內伊元帥的叛國罪，考量到內伊在俄法戰爭期間的英勇作戰功績，他反對處決內伊元帥，他說道:「即便我不能挽救我的國家，或挽救我的生命，但至少我能挽救我的聲譽。」他也因此短暫入獄，出獄後仍順利取回他的頭銜。
退役后的蒙塞担任荣军院院长，并以该身份于1840年在巴黎主持迎接由圣赫勒拿岛运回来的拿破仑灵柩。雖然迎灵前已经病魔缠身，但是要求醫生无论如何让他活着看到皇帝的灵柩，見證靈柩安葬后，86歲的蒙塞说道：“這下我可以回家等死了。”